# 基里翁县
基里翁县，一译基里旺县、基里峰县，是柬埔寨茶胶省下辖的一个县。
据1998年人口普查，此县共有92,446人。